# NSYNC
Gli NSYNC (anche *NSYNC o 'N Sync) sono un gruppo musicale pop statunitense composto da Lance Bass, JC Chasez, Joey Fatone, Chris Kirkpatrick e Justin Timberlake, formatasi a Orlando nel 1995 e lanciata in Germania dalla BMG.. Con una vendita complessiva di più di 70 milioni di copie, gli NSYNC sono considerati da Billboard "la quinta boyband di tutti i tempi per numero di vendite".

## Storia del gruppo

### Gli esordi nel 1995 ed il primo album*NSYNC(1995-1999)
Il gruppo si formò nel 1995. L'idea del nome viene alla madre di Justin, Lynn Harless, che pensò ad un acronimo formato dalle ultime lettere (e non dalle prime) dei nomi dei cinque musicisti (Justin, Chris, Joey, Lance e JC). Altri pensano invece che il nome del gruppo derivi da una traslitterazione inglese del francese "en cinq", "in cinque" (cinque infatti erano i membri della band). Tra i membri di questo gruppo spiccano i nomi di Justin Timberlake e JC Chasez, che già nel 1993 facevano parte di un programma popolare fra i giovani statunitensi, il Disney Mickey Mouse Club, in cui avevano già riscosso un discreto successo (insieme a Britney Spears e Christina Aguilera).
La loro storia inizia con Chris Kirkpatrick, che dopo aver lavorato agli Universal Studios decide di formare una band. Chris chiamò Justin, che portò con sé anche il collega JC, formando quindi un trio. Dopo svariate ricerche venne ingaggiato anche Joey (Joseph Jr. Fatone), che all'epoca cantava in un club. I quattro elementi del gruppo però si resero conto che le loro voci risultavano troppo "bianche", e si prese la decisione di trovare un quinto elemento.
Grazie al maestro di canto di Timberlake, riuscirono a trovare il quinto elemento, Lance Bass. Fu creata quindi la formazione definitiva degli *NSYNC. Dopo un anno passato ad esibirsi in alcune scuole superiori americane Louis J. Perlman (produttore dei Backstreet Boys) decise di far debuttare la band in Europa. Nel 1996, in Germania, venne pubblicato il loro primo album, intitolato *NSYNC, contenente hits come: I want you back, Here we go, Tearin' up my heart, Together again e For the girl who has everything, che vende 10.000.000 di copie.
Dopo l'esperienza europea, gli *NSync tornarono in patria dove però non ottennero l'accoglienza sperata. Soltanto dopo alcuni mesi ebbero l'occasione di farsi conoscere, su Disney Channel. Venne quindi pubblicato il loro album di debutto nel 1998, che ebbe un notevole successo bissato nel natale dello stesso anno da Home for Christmas (un album con canzoni natalizie), che con la canzone Merry Christmas Happy Holidays fece salire gli *NSync in vetta alle classifiche americane.

### The Winter Album,No Strings Attached,Celebritye la pausa (1999-2004)
Nel 1999 collaborarono con la cantante cubana Gloria Estefan, per la colonna sonora del film La musica del cuore, dal quale prende il nome la canzone, che diventa una vera e propria hit, facendo crescere la loro popolarità. In seguito, gli *NSync affrontarono un processo con la Perlman's Company TransCon, citata per pratiche illegali. Vennero quindi cambiati casa discografica e manager. Johnny Wright della Wright Entertainment Group divenne il loro nuovo manager, che li accompagnò fino alla fine della loro carriera. Grazie a questa esperienza trovarono l'ispirazione per il loro terzo album No Strings Attached, che uscì nel marzo del 2000, e che nella prima settimana di lancio, superò tutti i record di vendita della storia della musica pop; solo nel primo giorno vendette 1.1 milioni di copie e in una settimana oltre 2.4 milioni di copie negli USA. Quest'ultimo lavoro, che nei soli Stati Uniti riuscì a vendere più di 11,099,000, contiene la maggior parte dei più grandi successi del gruppo: Bye Bye Bye, It's Gonna Be Me, This I Promise You.
Nell'estate del 2000 gli *NSync girano l'America con un tour da "tutto esaurito" ad ogni tappa, anche grazie alla presenza della nuova Icona del Pop nonché idolo di tutti ragazzini e ragazzine del periodo Mandy Moore che apriva i loro concerti. Dal 2000 al 2001 parteciparono a numerosissime trasmissioni e si esibirono nei migliori teatri degli U.S.A. Nello stesso anno il gruppo diventò persino protagonista di un cartone animato e gli venne dedicata una puntata de I Simpson intitolata Party Posse - Musica e Follia (New Kids on the blecch). Nel 2001 uscì Celebrity, altro enorme successo commerciale. Sempre nel 2001 il gruppo partecipò a due tour in giro per il mondo: il Pop Oddysey Tour e il Celebrity Tour.
Dopo anni con pochissima attività, dal 2004, dopo aver cantato live per l'ultima volta l'inno nazionale ad un evento di beneficenza, i componenti del gruppo intraprendono strade diverse. JC e Justin Timberlake cominciarono una carriera da solisti, Joey Fatone lavorò in alcuni film come Il mio grosso grasso matrimonio greco e il musical Rent.

### La pausa (2004-2022)
Nel 2005 viene pubblicato Greatest Hits, una raccolta delle loro più celebri canzoni e nel marzo 2016 Fatone e Kirkpatrick presero parte al cast del film Dead 7, scritto da Nick Carter dei Backstreet Boys. Il 25 gennaio 2010 viene pubblicata The Collection, contenente solamente i singoli distribuiti nel Regno Unito.
Il 25 agosto 2013 tornano ad esibirsi brevemente dal vivo, in occasione degli MTV Video Music Awards, tuttavia smentendo voci di una potenziale reunion. Il 30 aprile 2018, nell'occasione dei vent'anni dal loro debutto, gli NSYNC si riunirono per ricevere una stella sulla Hollywood Walk of Fame.

### Reunion:Better Placee il singoloParadise(2023-)
Il 12 settembre 2023, dopo più di 5 anni dall'ultima volta, tutti e cinque i membri sono apparsi insieme agli MTV Video Music Awards del 2023 per consegnare il Best Pop Award a Taylor Swift, contestualmente aumentando le voci di una loro reunion. Due giorni dopo, il 14 settembre, viene confermato che il gruppo ha registrato una nuova canzone intitolata Better Place che farà parte della colonna sonora del film Trolls 3 - Tutti Insieme della DreamWorks Animation, uscito il 17 novembre 2023. La canzone è stata resa disponibile sulle piattaforme il 29 settembre 2023 e ha raggiunto il numero 1 nelle classifiche ITunes statunitensi e canadesi e il numero 4 nelle classifiche ITunes globali ed europee.
Il 14 marzo 2024 si esibiscono a sorpresa dal vivo in un concerto di Justin Timberlake, a più di 10 anni dall'ultima esibizione dal vivo. Per l'occasione, oltre alle loro vecchie canzoni, si esibiscono per la prima volta con il loro nuovo singolo Paradise, che sarà tuttavia contenuto nell'album di Timberlake.

## Componenti
- Lance Bass (Laurel, 4 maggio 1979) (1995-2004; 2023 - presente)
- JC Chasez (Washington, 8 agosto 1976) (1995-2004; 2023 - presente)
- Joey Fatone (Orlando, 28 gennaio 1977) (1995-2004; 2023 - presente)
- Chris Kirkpatrick (Clarion, 17 ottobre 1971) (1995-2004; 2023 - presente)
- Justin Timberlake (Memphis, 31 gennaio 1981) (1995-2004; 2023 - presente)

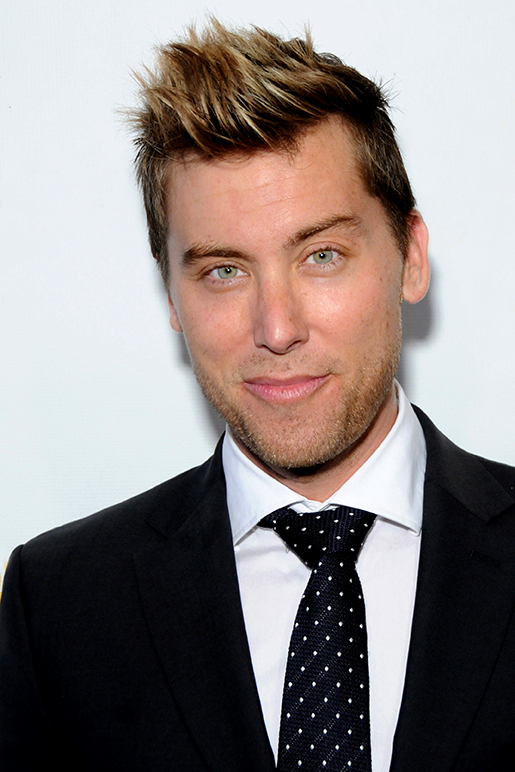
Lance Bass
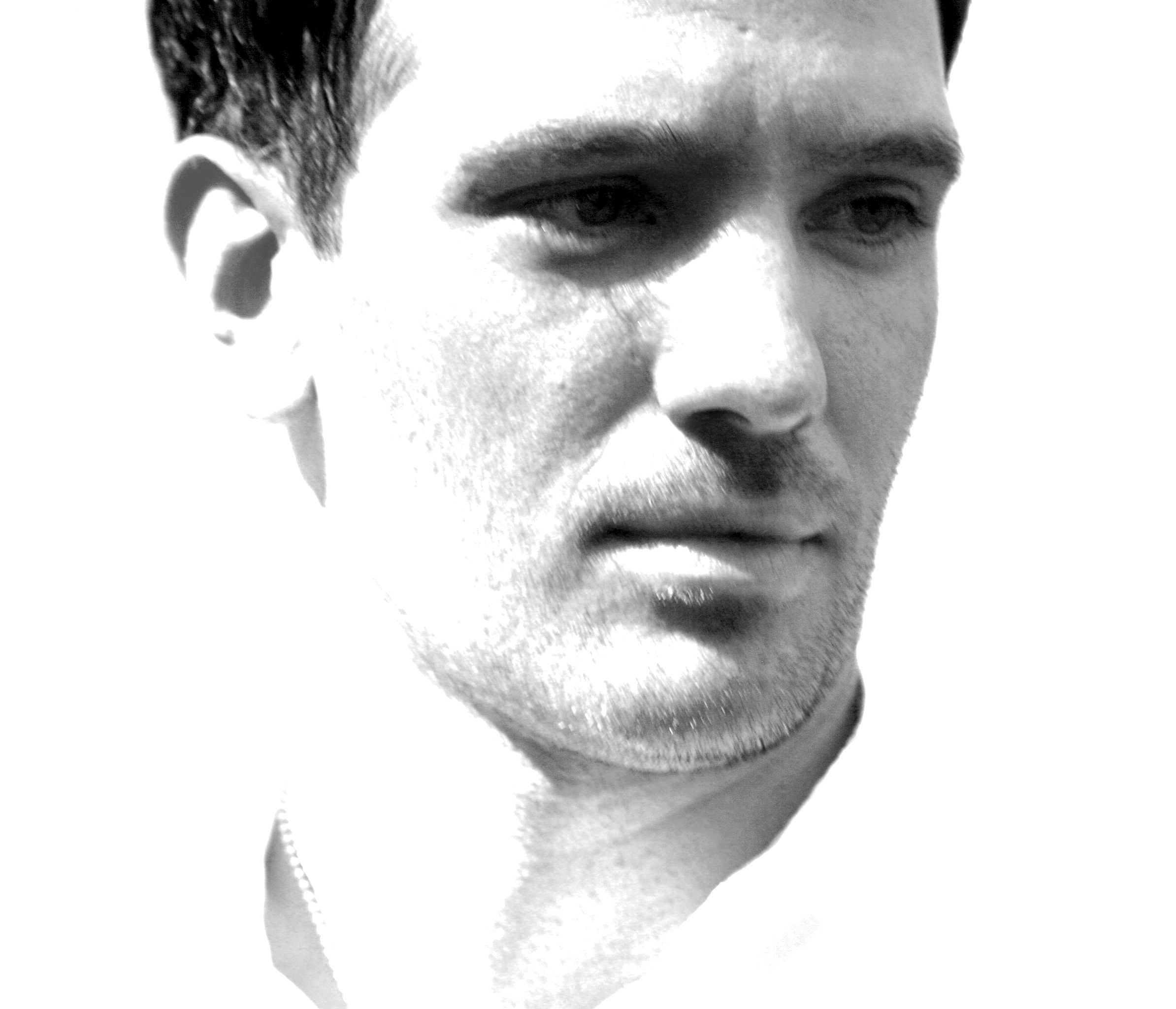
JC Chasez
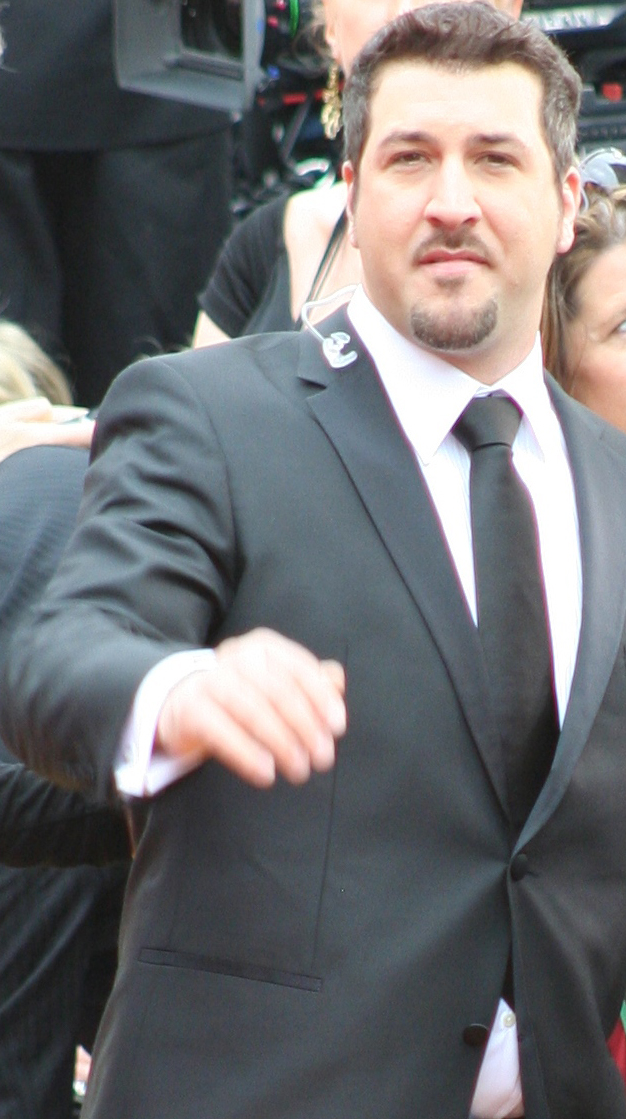
Joey Fatone
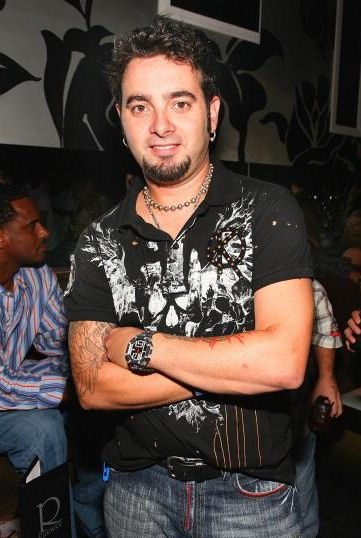
Chris Kirkpatrick
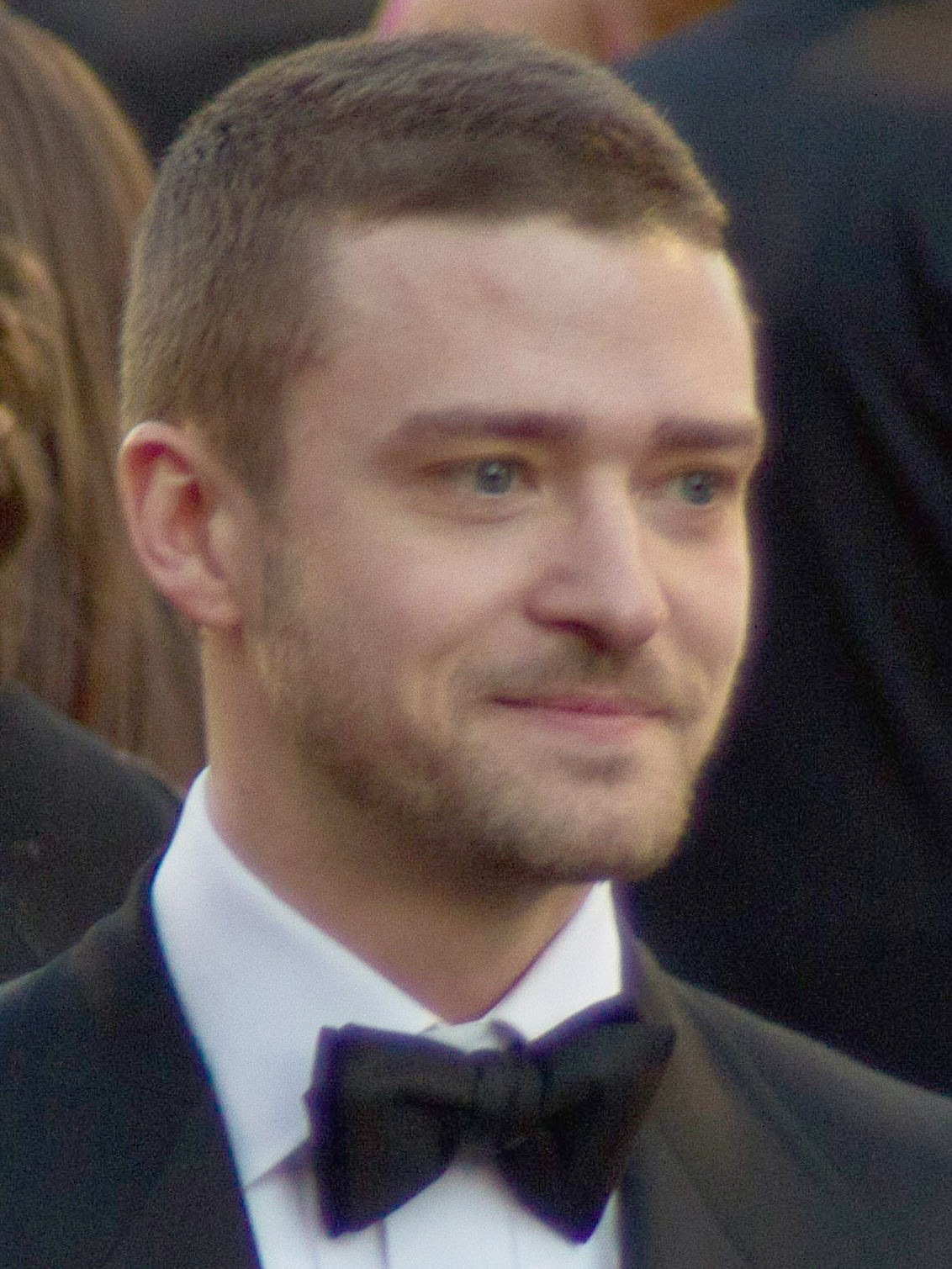
Justin Timberlake

## Discografia

### Album in studio
- 1998 - *NSYNC
- 1998 - Home for Christmas
- 1999 - The Winter Album
- 2000 - No Strings Attached
- 2001 - Celebrity

### Raccolte
- 2005 - Greatest Hits
- 2010 - The Collection

## Tour
- For the Girl Tour (1997)
- *N Sync in Concert (1998–2000)
- No Strings Attached Tour (2000–01)
- PopOdyssey Tour (2001–02)
- Celebrity Tour (2002)